# Abdulrazak Gurnah
Abdulrazak Gurnah (Zanzibar, 20 de dezembro de 1948) é um escritor tanzaniano.
Refugiado na Inglaterra nos anos 1960 e escrevendo principalmente em inglês, foi laureado com o Prêmio Nobel de Literatura de 2021. A temática de refugiados é a base de todo seu trabalho. Ele é professor emérito de literatura inglesa e pós-colonial na Universidade de Kent.

## Biografia
Abdulrazak nasceu em 1948 no então Sultanato de Zanzibar, hoje parte da Tanzânia. Seu pai comercializava peixe seco e em conserva pescado no Oceano Índico, e grande parte de sua infância foi dedicada à costa perto de casa. Obrigado a fugir da Tanzânia aos 18 anos devido à perseguição a cidadãos árabes durante a Revolução de Zanzibar, Abdulrazak chegou à Inglaterra, em 1968, como refugiado.
Depois de concluir o equivalente ao ensino médio na Inglaterra, Gurnah trabalhou como auxiliar de enfermagem por três anos para sobreviver antes de ingressar na universidade. E, com o tempo, começou a escrever.
Ingressou na Christ Church College, uma faculdade em Canterbury, mas cujos diplomas eram concedidos pela Universidade de Londres. Pela Universidade de Kent obteve mestrado e doutorado, este último com a tese Criteria in the Criticism of West African Fiction, defendida em 1982. De 1980 a 1983, Abdulrazak lecionou na Universidade Bayero, em Cano, na Nigéria e foi professor de Inglês e Literaturas Pós-coloniais da Universidade de Kent até se aposentar.

## Carreira
Abdulrazak editou dois volumes de Essays on African Writing e publicou artigos sobre escritores pós-coloniais contemporâneos, como Salman Rushdie e Zoë Wicomb. É editor de A Companion to Salman Rushdie (Cambridge University Press, 2007). Desde 1987, é editor da Wasafiri, uma revista literária britânica trimestral que cobre a literatura contemporânea internacional. Fez parte do juri de vários prêmios literários, incluindo o Prêmio Caine de Escrita Africana e o Booker Prize.
Abdulrazak mora no Reino Unido. Ele tem cidadania britânica, mas mantém laços estreitos com a Tanzânia, onde ainda tem família e para onde diz que vai quando pode: "Eu sou de lá. Na minha mente, eu moro lá."
Ele é casado com a estudiosa de literatura nascida na Guiana, Denise de Caires Narain.

## Temas
Boa parte de seu trabalho se passa no leste da África e quase todos os seus livros, exceto um, tem um protagonista nascido em Zanzibar. Segundo o crítico literário Bruce King, os personagens africanos de Abdulrazak fazem parte de um mundo maior e em mudanças. Seus personagens são alienados, indesejados e, portanto, são, ou se sentem, vítimas ressentidas. Segundo Felicity Hand, os livros de Abdulrazak trabalham a alienação e a solidão que a emigração pode produzir e as questões de busca da alma que ela suscita sobre identidades fragmentadas e o próprio significado de "casa", principalmente Admiring Silence, By the Sea e Desertion. Seus personagens, em geral, não têm sucesso no exterior após sua migração, usando ironia e humor para responder à sua situação.

## Prêmios
O romance de Gurnah de 1994, Paraíso, foi pré-selecionado para os prêmios Booker, Whitbread e Writers' Guild, bem como para o Prêmio ALOA de melhor tradução dinamarquesa. Seu romance By the Sea (2001) foi pré-selecionado para o Booker e pré-selecionado para o Los Angeles Times Book Prize, enquanto Desertion (2005) foi pré-selecionado para o Commonwealth Writers' Prize de 2006.
Em 2006, Abdulrazak foi eleito para a Royal Society of Literature. No ano seguinte, ele ganhou o prêmio RFI Témoin du Monde na França por By the Sea.
Em 7 de outubro de 2021, ele foi laureado com o Prêmio Nobel de Literatura, "por sua penetração intransigente e compassiva dos efeitos do colonialismo e do destino do refugiado no abismo entre culturas e continentes." Gurnah foi o primeiro escritor negro a receber o prêmio desde 1993, quando Toni Morrison o ganhou, e o primeiro escritor africano desde 2007, quando Doris Lessing foi a vencedora. Após o anúncio do Nobel, muitos de seus livros foram reeditados. Eles foram traduzidos para 38 idiomas, incluindo a primeira tradução de sua obra para o suaíli, a principal língua de sua terra natal.
Recebeu um doutorado honorário da Universidade de Edimburgo em 2023.

## Obras
Romances
- Memory of Departure (1987)
- Pilgrims Way (1988)
- Dottie (1990)
- Paradise (1994) — no Brasil, Paraíso, tradução de Caetano W. Galindo, Companhia das Letras, 2023; em Portugal, Paraíso, tradução de Eugénia Antunes, Cavalo de Ferro, 2022.
- Admiring Silence (1996)
- By the Sea (2001) — no Brasil, À beira-mar, tradução de Jorio Dauster, Companhia das Letras, 2022; em Portugal, Junto ao mar, tradução de Eugénia Antunes, Cavalo de Ferro, 2022.
- Desertion (2005) — em Portugal, Desertor, tradução de Eugénia Andrade, Cavalo de Ferro, 2023.
- The Last Gift (2011)
- Gravel Heart (2017)
- Afterlives (2020) — no Brasil, Sobrevidas, tradução de Caetano W. Galindo, Companhia das Letras, 2022; em Portugal, Vidas seguintes, tradução de Eugénia Antunes, Cavalo de Ferro, 2022.

Contos
- My Mother Lived on a Farm in Africa (2006)